# Piddington, Northamptonshire
Piddington är en by i civil parish Hackleton, i distriktet West Northamptonshire, i grevskapet Northamptonshire i England. Byn är belägen 8 km från Northampton. Piddington var en civil parish fram till 1935 när blev den en del av Hackleton. Civil parish hade 342 invånare år 1931. Byn nämndes i Domedagsboken (Domesday Book) år 1086, och kallades då Pidentone.